# Arisaema odoratum
Arisaema odoratum — многолетнее клубневое травянистое растение, вид рода Аризема (Arisaema) семейства Ароидные (Araceae).

## Ботаническое описание
Растения однодомные или мужские.
Клубень полушаровидный.

### Листья
Катафиллов два или три, чешуевидные.
Листьев один или два. Черешки от зелёных до пурпуровых, без пятен, 13—22 см длиной, на 4—7 см вложенные во влагалища, формирующие ложный стебель. Листовая пластинка состоит из трёх листочков; листочки сидячие, от овальных до продолговатых, в основании клиновидные, с цельными краями, с заострённой вершиной.

### Соцветия и цветки
Соцветие ароматное. Цветоножка зелёная, по длине почти как черешки. Покрывало белое, 7—8 см длиной. Трубка воронковидная, постепенно открывающаяся к пластинке; пластинка овальная или от продолговатой до узкопродолговатой, 5,5—6 см длиной и 1,7—4 см шириной, на вершине от острой до заострённой, согнутая вперёд.
Початок двуполый или мужской. Женские цветки зелёные или кремовые, плотно расположенные в основании початка. Мужские цветки белые. Придаток чрезвычайно ароматный, сидячий, тускло-зелёный, затем становящийся оранжевым, формы кнута, 5—9 см длиной, наклонённый от устья покрывала.
Цветёт в мае — июне.
Число хромосом 2n=22.

## Распространение
Встречается в провинции Юньнань в Китае.
Растёт на влажных травянистых склонах в лесной зоне, на высоте около 1400 над уровнем моря.